# Adolph Rickenbacher
Adolph Rickenbacher, auch Adolph Rickenbacker (* 1. April 1887 in Basel; † März 1976 in Los Angeles) war ein schweizerisch-US-amerikanischer Erfinder und Unternehmer. Rickenbacher war in den frühen 1930er-Jahren in den USA als Konstrukteur maßgeblich an der Erfindung und Produktion der ersten in Serie hergestellten elektrisch verstärkten Gitarre beteiligt. Nach ihm ist seit den 1950er-Jahren der US-amerikanische Musikinstrumentenhersteller Rickenbacker benannt.

## Leben und Werk
Adolph Rickenbacher wanderte nach dem frühen Tod seiner aus Zeglingen im Baselbiet stammenden Eltern in die Vereinigten Staaten aus und ließ sich 1918 in der kalifornischen Stadt Los Angeles nieder. Dort gründete er mit Geschäftspartnern im Jahr 1925 die Rickenbacher Manufacturing Company. Die Firma stellte Metall- und Bakelit-Bauteile her und belieferte damit unter anderem den Musikinstrumentenhersteller National für den Bau von Resonatorgitarren.
Zusammen mit dem Gitarristen und Erfinder George Beauchamp (1899–1941) entwickelte Rickenbacher 1931 einen elektromagnetischen Tonabnehmer und die erste elektrische Gitarre, die Lapsteel-Gitarre Rickenbacker Frying Pan. Im Jahr 1931 gründeten Rickenbacher und Beauchamp das Unternehmen Ro-Pat-In, später umbenannt in Electro String Instrument Corporation. Adolph Rickenbacher änderte seinen Nachnamen in den 1930er-Jahren zum amerikanischer wirkenden Rickenbacker. Es wird vermutet, dass Rickenbacher damit an die Popularität seines Vetters Eddie Rickenbacker anknüpfen wollte, der in den USA ein berühmter Rennfahrer und Fliegerass des Ersten Weltkriegs war. Ebenso können die seit dem Ersten Weltkrieg zunehmenden antideutschen Strömungen in der US-Gesellschaft eine Rolle gespielt haben. In privaten Kreisen benutzte Adolph weiterhin den Nachnamen Rickenbacher.
Im Jahr 1953 verkaufte Rickenbacher im Alter von 66 Jahren die Electro String Company sowie die Rechte am Markennamen Rickenbacker an den Geschäftsmann Francis Hall und ging in den Ruhestand. Das Unternehmen wurde umbenannt in Rickenbacker International Corporation und stellt bis in die Gegenwart E-Gitarren sowie E-Bässe unter dieser Marke her. Rickenbacher blieb auch im Ruhestand der Branche der Musikinstrumentenbauer verbunden und starb 1976 im Alter von 88 Jahren in Los Angeles.